# Yemenicaris
Yemenicaris is een geslacht van kreeftachtigen uit de klasse van de Malacostraca (hogere kreeftachtigen).

## Soort
- Yemenicaris trullicauda Bruce, 1997